# Fourtwnty
Fourtwnty è un gruppo musicale indonesiano formatosi nel 2010. È costituito dai musicisti Ari Lesmana, Nuwi, Roby Satria, Andi Armand, Primandha Ridho e Ryan Maulana.

## Storia del gruppo
La formazione si è fatta conoscere pubblicando gli album in studio Lelaku (2015), Ego & fungsi otak (2018) e Nalar (2023), il secondo dei quali le ha fatto guadagnare l'Indonesian Choice Award all'artista rivelazione dell'anno.
Nalar contiene Nematomorpha, candidato per l'Anugerah Musik Indonesia al miglior duo/gruppo pop. L'estratto Mangu (2022) è diventata una sleeper hit; il brano, infatti, ha trovato inaspettato successo a partire dalla prima metà del 2025 dopo il loro annuncio riguardante una pausa dalle scene musicali, trascorrendo due mesi consecutivi in cima all'Official Indonesia Chart e sei settimane in quella malaysiana.

## Formazione
- Ari Lesmana
- Nuwi
- Roby Satria
- Andi Armand
- Primandha Ridho
- Ryan Maulana

## Discografia

### Album in studio
- 2015 – Lelaku
- 2018 – Ego & fungsi otak
- 2023 – Nalar

### Album dal vivo
- 2021 – Live at SRN: Pop Party

### Singoli
- 2019 – Kusut
- 2021 – Kursi goyang
- 2022 – Mangu (feat. Charita Utami)